# Alfred Orda
Alfred Orda-Wdowczak (* 9. Juli 1915 in Łódź; † 24. Februar 2004 in London) war ein polnischer Opernsänger (Bariton).

## Leben
Orda hatte neunzehnjährig den ersten Gesangsunterricht bei Adela Comte-Wilgocka am Konservatorium von Lodz. Er setzte dann seine Ausbildung am Warschauer Konservatorium bei Adela Wilgocka und Gregori Orloff fort und ging 1936 nach Mailand, um bei Alfredo Cecchi, einem Schüler Antonio Cotogni zu studieren. Bei Ausbruch des Zweiten Weltkrieges ging er nach Rom, wo er Unterricht bei Mario Cotogni nahm.
Als er Italien verlassen musste, reiste er über Frankreich nach England und debütierte dort 1941 als Solist mit dem Scottish Orchestra unter der Leitung von Warwick Braithwaite. 1942 hatte er sein Debüt als Opernsänger als Valentin in Charles Gounods Faust, in Folge engagierte ihn Henry Wood für die Proms in der Royal Albert Hall. 1944 reiste er nach Nordamerika und trat dort u. a. in Montreal, New York (Carnegie Hall, Metropolitan Opera), Chicago, Philadelphia, Buffalo und Detroit auf.
1949 kehrte Orda nach Europa zurück und wurde 1953 Mitglied der Sadler’s Wells Opera Company. Er sang dort bis zu seinem Ausscheiden aus gesundheitlichen Gründen 1957 u. a. Alfio in Cavalleria rusticana, Peter in Hänsel und Gretel, Zurga in Les pêcheurs de perles, die Titelrolle in Rigoletto, Michele in Il tabarro, Escalus in Romeo und Julia von Heinrich Sutermeister und Escamillo in Carmen. 1954–55 trat er am Liceo in Barcelona als Fjodor Pojarok in Rimski-Korsakows Die Legende von der unsichtbaren Stadt Kitesch und von der Jungfrau Fewronija auf, bei der BBC gab er mit Joan Sutherland ein Studiokonzert mit Liedern von Hugo Wolf, und an den Proms beteiligte er sich mit Partien aus russischen Opern.
Ab 1957 trat Orda verstärkt als Konzertsänger auf. Er nahm bei der BBC weniger bekannte Opernarien aus Gaetano Donizettis Torquato Tasso und Maria Padilla sowie Kompositionen von Anton Bruckner, Karol Szymanowski und Dmitri Kabalewski auf und unternahm regelmäßige Konzertreisen durch Polen. Dort kam er in Kontakt mit Komponisten wie Jerzy Lefeld, Kazimierz Serocki, Karol Mroszczyk, Tomasz Kiesewetter und Henryk Czyż, die Werke für ihn schrieben.